# 在日本朝鮮人総聯合会
在日本朝鮮人総聯合会（ざいにほんちょうせんじんそうれんごうかい）は、朝鮮民主主義人民共和国（北朝鮮）を支持する在日朝鮮人のうち、「主体（チュチェ）思想」を指導的指針としてすべての活動、運動を展開しているとする人々で構成される団体。
1945年（昭和20年）結成の在日朝鮮人連盟がGHQによって「暴力主義的団体」として解散させられた後、新たに設立された在日朝鮮統一民主戦線を経て1955年に設立。略称は朝鮮総聯（ちょうせんそうれん、チョソンチョンニョン、조선총련）で一般にこの名称で呼ばれることが多い。報道などでは朝鮮総連とも表記される。最高責任者は、2012年より許宗萬中央常任委員会議長が務める。
法人格がない「権利能力なき社団」。朝鮮総連中央議長を始めとする数名の幹部は北朝鮮の代議員（国会議員）を兼任している。過去に複数の元構成員が土台人となって北朝鮮問題に関与し、祖国防衛隊事件や文世光事件を引き起こした歴史的経緯から、公安調査庁から破壊活動防止法に基づく調査対象団体に指定されている。

## 概要
北朝鮮の「在日本公民団体」と自称、2013年以降は、同国を支配する朝鮮労働党に所属する諜報機関の統一戦線部の傘下の第225部（旧対外連絡部）の指導を受ける。1955年2月の日朝国交正常化を求める「南日声明」と、従来の指導機関である日本共産党の路線転換に伴い、在日朝鮮人運動が再編を迫られる中、同年5月25日から26日に浅草公会堂において結成大会が開催された。結成当初は、日本に滞留している「朝鮮籍」朝鮮人を対象とした民族学校の運営や、「朝鮮籍」朝鮮人経営者に対する融資をおこなうなど、一種の互助組織として機能していたが、発足当初から社会主義を支持し、その後冷戦期社会主義陣営を支持する団体としての性格を明確にした。過去の反日暴力事件の経緯や、こういったことから日本政府や警察などの治安機関との緊張関係を生み出す要因となった。
東京都に中央本部を置き、全ての都道府県に本部が設けられ、各地に支部組織がある。中央本部の所在地は東京都千代田区富士見二丁目。周辺には靖国神社、法政大学市ヶ谷キャンパス、ふじみこどもひろば（衆議院九段議員宿舎跡地）がある。警視庁は中央本部の警備を厳重に行っている。

## 組織体系

### 全体大会[13]
全体大会は、朝鮮総聯の最高決議機関であり、3年に1回、定期的に中央委員会が召集する。
ただし中央委員会または地方執行委員会の3分の1以上の要求がある場合、臨時大会を召集することができる。
大会は代議員、中央委員、中央監査委員によって構成される。
全体大会の任務は、中央委員会、中央監査委員会の事業報告にたいする審議・決定、基本方針の樹立、重要事業の議決、会計報告および予算案の審議・決定、綱領および規約の審議・採択、役員の選出である。

### 中央委員会[13]
中央委員会は、つぎの全体大会までの最高決議機関であり、議長、責任副議長、副議長、事務総局長、中央委員、中央監査委員によって構成され、1年に1回、中央常任委員会が召集する。
ただし中央常任委員会が必要とする場合、または中央委員の3分の1以上の要求があった場合に臨時で召集することができる。
重要かつ緊急な問題ある場合には、中央委員会拡大会議を招集して全体大会に準ずる任務を遂行することができる。

### 中央監査委員会[13]
中央監査委員会は委員長、副委員長、委員によって構成され、朝鮮総聯の綱領、規約の順守状況、財政監査をはじめとする任務を遂行し、それを全体大会、必要によっては中央委員会と中央常任委員会に報告する。

### 中央常任委員会[13]
中央常任委員会は議長、責任副議長、副議長、事務総局長および各専門部署委員長、局長、副委員長、所長によって構成され、全体大会と中央委員会の決定によって本会の諸般の事業を組織、指導する。
ただし中央監査委員長もここに参加することができる。
中央常任委員会は随時、議長が招集する。

## 構成員
朝鮮総聯の構成員のうち、北朝鮮公民の国籍を有する者の実数は判っていない（なお、日本では国家承認されていない北朝鮮の国籍は認められていないため、「日本社会には北朝鮮の海外公民はいない」という扱いを受ける）。
朝鮮総聯の構成員は日本の法律上「朝鮮籍」にあたる人が多く、また韓国籍や日本籍である人もいる。北朝鮮政府は事実上、在日の自国民に対しては二重国籍を認めているものと考えられる。2015年現在、許宗萬議長をはじめとする総連関係者5人が最高人民会議代議員（国会議員）となっている。
朝鮮総連出身者には在日本大韓民国民団の団長になった例もあり、在日韓国・朝鮮人社会で大きな影響力を持っている。
韓国籍は朝鮮籍と比べるとビザ無しで行ける国が多い（2019年時点で、韓国旅券の189カ国に対して、北朝鮮旅券は42カ国）こと等を理由に切り替える人間が多い。しかし韓国籍に切り替えた場合、朝鮮総連のメンバーは韓国政府から国家保安法により旅券の取り上げや韓国空港で拘束される場合もあり得る。

## 北朝鮮での法的地位

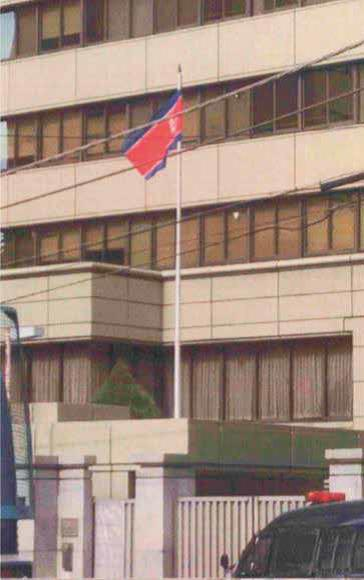
2022年9月9日、建国記念日に合わせて総聯中央本部に掲揚された北朝鮮国旗

2013年以降は朝鮮労働党統一戦線部の傘下の第225部（旧対外連絡部）の指導を受けて活動している。同国に対する朝銀信用組合の不正送金には朝鮮総聯関係者の関与が疑われ、北朝鮮による日本人拉致問題の追及も進む中、拉致事件をはじめとする日本国内における同国の非合法活動（スパイ、不正送金、麻薬・拳銃売買等）にも、数多くの朝鮮総聯関係者が深く関与していたといわれている。これらの犯罪行為に対する責任追及について朝鮮総聯は「悪質なデマ」と主張し、朝鮮総聯関係の施設に強制捜査が行われるごとに「在日朝鮮人の権利を侵害する」として激しい抗議行動を繰り返してきた。また、批判記事を書いた報道機関に職員が多数抗議に押しかけたり、北朝鮮に批判的な団体の集会を職員らが暴力的に妨害したりした例（リード「『救え！北朝鮮の民衆』緊急行動ネットワーク」ウェブサイトより）などがある。
1972年（昭和47年）に当時の美濃部亮吉東京都知事が「外交機関に準ずる機関」として認定して以来、多くの自治体が朝鮮総聯の施設を事実上の外交機関や公共施設に準ずるものとみなして、固定資産税や不動産取得税の減免措置を行ってきた。これは日朝両国が国交を正常化した時に「朝鮮大使館」として使われるであろうとの指摘があったためとされていた。
また防衛庁（現：防衛省）からのミサイルデータの流出に関与した疑いがあると報じられた。朝鮮総聯側はこれを受けて、事実を歪めた報道としている。2017年8月、北朝鮮による大陸間弾道ミサイル「火星14」の打ち上げ成功を祝福し、「われわれの胸には今、われわれの運命であり未来である金正恩委員長への熱い感謝の情が限りなく込み上げている」「総連と在日同胞はわが国の尊厳と生存権を抹殺しようと襲いかかる米国とその追随勢力が白旗を掲げて降伏書を捧げる時まで息づく間もない強打を加えながら必ず最後の勝利を収めるために疾走する無敵の白頭山強国の海外公民としてのこの上ない光栄を抱いて祖国と息づかいも歩幅も共にする」と主張した。
複数の北朝鮮の国営メディアは2021年5月25日、朝鮮総連結成66周年に際して、「誇らしい海外同胞組織」と称賛する記事を出した。2021年5月までに、北朝鮮から朝鮮総連に対して、「教育援助費および奨学金」が計167回にわたって送られ、総額488億7939万390円になることが明らかになった。
2022年2月6日・7日、最高人民会議第14期第6回会議で「海外同胞権益擁護法」が採択された。朝鮮新報社は、同法について、「海外同胞権益擁護法が採択されたことで、朝鮮の該当機関では海外同胞援護事業をより幅広く、積極的に展開することができる」と指摘している。また、「朝鮮総連には、外国人登録法上の『朝鮮籍』保有者だけでなく、様々な理由から韓国籍や日本国籍に変更した人もいるので、国籍で区別はしないとみられる」という指摘もある。

## 北朝鮮本国からの指導
- 2022年5月28日・29日、金正恩総書記が、朝鮮総聯第25回全体大会に、金正恩総書記が1万字[23][24]の書簡を送付した[25]。
  - 書簡の送付理由について、「今後、朝鮮総連が北朝鮮との関係を清算し、在日朝鮮人たちの利益を保護し、人権や生存権、発展権を保障する、民主主義的な民族団体に変貌するような、そんな新しい時代が来ることを憂慮したから」という観測もある[26]。
  - 「書簡はあまりにも具体的でもはや行動綱領とも言える内容であった。北朝鮮の歴代最高指導者の公開書簡でこれほど具体的に言及したものは見当たらない」という指摘もある[24]。
  - 金正恩総書記は、書簡で、民団との連携可能性について言及。これについて、総連関係者の見解として、「北南対話が停滞する中において、朝鮮総連と民団が手を取り合うことに言及したのは驚きである。ただ、韓国では、保守政権である尹錫悦政権が誕生したこともあり、民団が総連とすぐに協調するとは考えにくい」という指摘もある[23]。

## 北朝鮮との関係性

### 拉致事件への関与
- 1973年（昭和48年）に行方不明になった、埼玉県上福岡市（現・ふじみ野市）の女性の2人の児童が拉致された（在日朝鮮人子弟失踪事件）が、その女性の夫が北朝鮮の工作員であり、さらに夫が勤務していた東京の貿易会社・ユニバーストレーディングの元女性社員が、警察当局の事情聴取に対し、「北朝鮮本国による判断を仰いだ」などと供述していたことが判った[27]。日本政府は朝鮮総連傘下団体等の構成員の関与があったことを明らかにしている[10]。
- 1978年（昭和53年）6月に発生した田中実さん拉致事件に傘下団体等の構成員の関与があったことを日本政府が明らかにしている[10]。
- 1980年（昭和55年）6月に発生した辛光洙事件（原敕晁さん拉致事件）に傘下団体等の構成員の関与があったことを日本政府が明らかにしている[10]。
- 2007年（平成19年）4月25日、警視庁公安部は、上福岡市の事件に関して、国外移送目的拐取容疑で、事件に関与した疑いの強い工作員らが一時期、活動に参加していた「在日本朝鮮留学生同盟中央本部」（留学同）など、朝鮮総聯傘下の団体や関連先など4か所を家宅捜索した[28]。捜索の際に在日朝鮮人の男性が“公務執行妨害”で逮捕され富坂警察署に連行された（この際容疑事実の告知はされなかった）ものの、5月末に不起訴処分・釈放となっている[29]。これに関し、家宅捜索の際に、捜査員が中に入るのを妨害した人間が複数いたのが、TVでも報道されていた。
  - また、公安部は東京都内の貿易会社に、多数の工作員が入社した経緯などを知る立場にあった可能性があるとして、朝鮮総聯の徐萬述議長、許宗萬責任副議長、南昇祐副議長を参考人として事情を聞く方針で、同日に書面で出頭を求めたが聴取要請を拒否する旨を、高徳羽副議長は同年4月26日にマスメディア向け記者会見で述べた[30]。

#### 在日本朝鮮人総聯合会の主張
- 1973年（昭和48年）在日朝鮮人子弟失踪事件について、「日本政府の安倍政権が一連の日本人拉致事件に結びつけた政治的な民族弾圧である」と主張している[31]。

### 対韓国工作への協力
朝鮮総聯は、北朝鮮の韓国への対南工作に協力しているとされている。1974年（昭和49年）8月15日、日本からの解放記念日である光復節の祝賀行事をソウルの国立劇場で開催中、当時の大韓民国大統領・朴正煕の妻・陸英修が在日韓国人の文世光（ムン・セグァン、문세광）に射殺された（文世光事件）。文の目的は朴大統領の暗殺だったが、韓国の警察による捜査によれば朝鮮総連の関与が明白であるとされた。これは赤化統一を目指した文が朝鮮総連の支援を受けながら、大阪府大阪市中央区の高津派出所から拳銃を窃盗したり、韓国への偽造ビザや偽造パスポートを作成したりしたとされたためである。
この韓国側の主張に対して、日本政府が朝鮮総聯の関与を否定したため、韓国内では反日感情が高まり日韓関係は国交正常化後、最悪の状態に陥った。日本がこのような態度に出たのは中華人民共和国との国交正常化から日が浅かったため朝鮮総連を刺激したくなかったのではないかとされているが、実際にはこの時期の中朝関係は文化大革命の影響で冷却化しており、真偽は不明である。
なお、朴の娘である朴槿恵が北朝鮮を訪問した際、金正日総書記が北朝鮮の関与を認めて謝罪したため、朝鮮総聯が朴正煕大統領暗殺の工作に関与していた証左とされている。

### 北朝鮮切手への登場
北朝鮮本国では度々記念切手に登場している。1965年（昭和40年）4月27日には「総聯結成10周年」の記念切手が発行され、背景に総聯ビルを配し日韓基本条約締結反対運動をする群衆が描かれるなどしている。また北朝鮮郵政当局は1970年、1975年、1985年、2005年にも総聯ビルを描いた切手を発行している。

### 北朝鮮への帰還運動
1950年代から1980年代にかけ、朝鮮総連は北朝鮮を「地上の楽園」などと宣伝し、在日朝鮮人とその家族の多くを永住帰国・移住させた。また日本政府も、赤十字社組織を通じて帰国希望者を韓国や北朝鮮に帰国させる事業を行っていた。しかしながら、朝鮮動乱で国内の共産主義者約10万人を裁判なしで殺していた韓国政府側は在日自国民の受け入れを拒否し、 1959年（昭和34年）には韓国の工作員によって妨害爆破テロや朝鮮総連幹部へのテロ未遂事件が起きた（日赤爆破未遂事件）。これが原因となり、2000年代に入り脱北者を中心に相次いで朝鮮総連に対し訴訟が行われている。
2008年（平成20年）6月には、日本在住の脱北女性が朝鮮総連を相手に大阪地裁に訴訟を起こし、原告女性によると、朝鮮総連の「北朝鮮は地上の楽園」などという嘘の宣伝により北朝鮮へ帰還したが、実際は過酷な労働を強いられ、拷問され、差別され、囚人や奴隷と変わらない生活を強いられ、「（朝鮮総連は）人をだまし、組織的に誘拐した。人権と自由を無差別に奪った悪魔みたいな団体だ」「私1人の問題ではない。今も強制収容所の中で必死に生き延びようとしている人がいる」と訴えた。この訴えに対し、朝鮮総連は「同胞社会と日朝関係に害を与える以外のなにものでもない」と主張した。

### 映画「東海の歌」
帰還事業50周年を記念して北朝鮮と総連が共同で製作した映画「東海の歌」（2部構成）が2009年（平成21年）12月から北朝鮮で公開された。映画は主人公のモデルとなった韓徳銖前議長をはじめとする総連の第1世代の活動家ら在日朝鮮人が異国の地で「愛国」を胸に人生を歩む契機となった金日成の路線転換方針（1952年）と総連の結成、教育援助費と奨学金による民族教育の発展と帰国実現までの、1940 - 50年代の在日朝鮮人運動の主な出来事を描いた。韓徳銖前議長が金日成に寵愛されるに至った北朝鮮ではあまり知られていない具体的な業績や生涯、在日朝鮮人の活動について広報するものともなっている。

### 北朝鮮のスパイとの関係
2008年（平成20年）8月、韓国で、脱北者に偽装した女性スパイが逮捕される事件が発生した。韓国検察の起訴状によれば、このスパイは韓国軍の将兵に対して性的な関係を結んで機密情報を得る「ハニートラップ」を行っていた。
また、日本でも情報収集活動を行っていた事が判明しており、2007年（平成19年）6月から2008年（平成20年）5月まで3回にわたって来日し、長い時には2か月以上滞在している。起訴状には日本における協力者として、朝鮮総連の傘下団体の幹部と同名の人物と、「社長」という肩書を持つ大阪在住の人物の2人が起訴状に実名で記されている。
起訴状に読み上げられた傘下団体の幹部は、「朝鮮総連の関係団体の幹部で、同じ名前は自分しかいない」とした上で、「元被告と会ったこともないし、聞いたこともない。保衛部にも知り合いはおらず、全く関係がない。勝手に名前を使われたのだろう」と関与を否定している。

## 日本社会との関係性

### 公安調査庁による調査
吹田事件を惹起した団体であり、破壊活動防止法上の「過去に暴力主義的破壊活動を行い、将来もその恐れのある団体」に指定されていることから、現在も日本共産党や過激各派、行動右翼、オウム真理教と並んで公安調査庁の調査対象団体となっている。2015年まで人数は具体的に公表されてなかったが、2016年に会員の人数は約7万人である事が公表された。

### 課税減免措置特権撤廃の流れ
朝鮮総聯とその関連施設は、ビザやパスポート発行代理業務を行うなど北朝鮮の行政窓口機能があるとの名目で「事実上の大使館」または「公民館的施設」として扱われ、各地方自治体により固定資産税や都市計画税の課税減免措置がとられていた。
しかし、2002年（平成14年）9月の小泉純一郎首相（当時）訪朝で北朝鮮が拉致問題への関与を認めたことを境に、国内の朝鮮総連関連施設への優遇措置が見直されるようになった。
また2007年（平成19年）11月に最高裁判所で「朝鮮総連の活動に公益性はなく税の減免措置は違法である」とする判決が確定したため、各自治体で減免措置の撤廃が急速に進んだ。
そして漸く2015年（平成27年）度に朝鮮総連関連施設に対する固定資産税の減免措置を行う自治体が初めて一つもなくなった。

### 日本の政党との関係
朝鮮総聯創立以前に在日朝鮮人が日本共産党で活動していたこともあって、彼らが朝鮮総連へ移ってからも日本共産党との関係が深かった。その後1970年代中盤からは日本社会党に接近し、両者は友好関係を築いた。日本社会党左派を継承した社会民主党とは引き続き友好関係にある。社会党出身の民主党議員へ政治献金を行っていたことも判明している。

### 朝鮮学校の授業料無償化に関する工作活動
2010年（平成22年）6月12日、朝鮮総連が朝鮮学校の生徒の父母らに対し、文部科学省に朝鮮学校への高校授業料無償化の適用を要請する電話攻勢をかけるようノルマを課していたこと、また同時に、複数の日本人になりすまして電話回数を稼ぐよう指示していたことが内部文書から判明した。産経新聞は「総連の無償化運動がモラルを著しく逸脱し、北朝鮮同様に統制された組織動員のもとで展開していた実態が明らかになった」と評している。この問題に付随して、土台人による「朝鮮学校問題に係る在日スパイ被疑事件」が発覚し、警察による捜査が行われた。

### 民間企業との関係
東亜日報の報道によれば、2020年に発表された、スポーツブランドのナイキの広告の制作に、ナイキ側からの申し出により協力した。

## 中央本部ビル売却問題
中央本部（東京都千代田区富士見）の土地と建物が、元不動産会社社長の満井忠男の仲介により、2007年（平成19年）5月31日に元公安調査庁長官緒方重威が代表取締役を務めるハーベスト投資顧問株式会社に売却されていたことが判明した。また仲介者とされる満井には朝鮮総連側から、手数料などの名目で4億9千万円が渡っていた。
中央本部の建物（地上10階、地下2階の鉄骨鉄筋コンクリート造り。延べ床面積約1万1700平方メートル）と土地（約2390平方メートル）は40億円を超えるとみられている（売却代金は35億円とされていた）。東京地検特捜部は当初、朝鮮総聯が整理回収機構から提起されていた訴訟に敗訴した場合に予想される差押から逃れるために脱法・違法行為をおこなう意図があったとして電磁的公正証書原本不実記録等の容疑で捜査していた。
捜査の結果、朝鮮総聯が所有権の売却譲渡後も引き続き賃貸物権として使用を認めてもらえる売却先を探していたことが判明したため、実際には朝鮮総聯側は被害者であったとして、緒方と満井が「資金調達の目処が立っていないにもかかわらず土地と建物と手数料を騙し取ろうとしていた」として、2007年（平成19年）6月28日に詐欺容疑で逮捕された。なお手数料として詐取した金銭のうち半分しか返却されていないと報道された。
2013年、競売にかけられ、宗教法人最福寺が落札したものの、後に辞退をして、続いてモンゴルの企業が落札したが、裁判所から認められずに平行線をたどった。
2014年、マルナカホールディングスが落札したが、2015年1月22日になり、山形県に本社があるグリーンフォーリストに転売する方向であることが分かり、立ち退きが避けられる見通しとなった。
現在、朝鮮総聯の本部機能は、朝鮮出版会館（コリアブックセンター）や、同胞法律・生活センターへと移転しつつある。

## 傘下団体
- 在日本朝鮮人商工連合会（商工連）[42]
- 在日本朝鮮青年同盟（朝青）[42]
- 在日本朝鮮民主女性同盟（女性同盟）[42]
- 在日本朝鮮青年商工会（青商会）[42]
- 在日本朝鮮人教職員同盟（教職同）[42]
- 在日本朝鮮人中央教育会[42]
- 在日本朝鮮信用組合協会（朝信協）[42]
- 在日本朝鮮言論出版人協会[42]
- 在日本朝鮮社会科学者協会（社協）[42]
- 在日本朝鮮人科学技術協会（科協）[42]
- 在日本朝鮮人医学協会（医協）[42]
- 在日本朝鮮人人権協会[42]
- 在日本朝鮮文学芸術家同盟（文芸同）[42]
- 在日本朝鮮人体育連合会（体連）[42]
- 在日本朝鮮留学生同盟（留学同）[42]
- 在日本朝鮮人宗教人連合会[42]
- 在日本朝鮮仏教徒協会（仏協）[42]
- 在日本朝鮮歴史考古学協会[42]
- 在日本朝鮮人統一同志会[42]
- 在日本朝鮮平和擁護委員会[42]
- 在日本朝鮮学生委員会[42]
- 朝鮮新報社[42]
- 朝鮮通信社[42]
- 学友書房[42]
- 朝鮮青年社[42]
- 総聯映画製作所[42]
- 朝鮮問題研究所[42]
- 金剛山歌劇団[42]
- 東京朝鮮歌舞団[43]
- 北関東朝鮮歌舞団[43]
- 東海朝鮮歌舞団[43]
- 京都朝鮮歌舞団[43]
- 大阪朝鮮歌舞団[43]
- 兵庫朝鮮歌舞団[43]
- 広島朝鮮歌舞団[43]
- 九州朝鮮歌舞団[43]
- 在日朝鮮蹴球団[42]
- 朝鮮美術研究所[42]
- 朝鮮文芸社[42]
- 朝鮮音楽社[42]
- 金剛保険株式会社[42]
- 総聯合営事業推進委員会[42]
- 朝・日輸出入商社[42]
- 東海商事株式会社[42]
- 朝鮮特産物販売株式会社[42]
- 朝鮮産業株式会社[42]
- チヨダ国際貿易[42]
- 株式会社近洋海運[42]
- 海陽薬業株式会社[42]
- 株式会社中外旅行社[42]
- 共同興業株式会社[42]
- 慶和商事株式会社[42]
- 隆興貿易株式会社[42]
- 朝鮮総聯中央学院[42]
- 同胞結婚相談中央センター[42]